# Communauté d'agglomération du Pays de Fontainebleau
Ne doit pas être confondu avec communauté de communes du pays de Fontainebleau.
 (août 2021).
La communauté d'agglomération du Pays de Fontainebleau (CAPF) est une communauté d'agglomération française, située dans le département de Seine-et-Marne en région Île-de-France et créée en 2017.

## Historique
Dans le cadre des dispositions de la loi portant nouvelle organisation territoriale de la République (Loi NOTRe) du 7 août 2015, qui prévoit que les établissements publics de coopération intercommunale (EPCI) à fiscalité propre doivent avoir un minimum de 15 000 habitants (et 5 000 habitants en zone de montagnes), le préfet de Seine-et-Marne a arrêté le 30 mars 2016 un nouveau schéma départemental de coopération intercommunale (SDCI) qui prévoit notamment la création d'une communauté d'agglomération résultant de la fusion de la communauté de communes du pays de Fontainebleau de la communauté de communes entre Seine et Forêt auxquelles s'ajouteraient  18 communes.
Cette intercommunalité, dénommée communauté d'agglomération du Pays de Fontainebleau a été créée le 1er janvier 2017,,  par la fusion de :

- la communauté de communes du pays de Fontainebleau (cinq communes) ;

- la communauté de communes entre Seine et Forêt (trois communes).

auxquelles se sont jointes :

- deux communes issues de l'ex-communauté de communes du Pays de Seine : Bois-le-Roi, Chartrettes.

- sept communes issues de l'ex-communauté de communes des Terres du Gâtinais :  Achères-la-Forêt, Boissy-aux-Cailles, La Chapelle-la-Reine, Noisy-sur-École, Tousson, Ury, Le Vaudoué.

- neuf communes issues de l'ex-Communauté de communes du pays de Bière : Arbonne-la-Forêt, Barbizon, Cély, Chailly-en-Bière, Fleury-en-Bière, Perthes, Saint-Germain-sur-École, Saint-Martin-en-Bière, Saint-Sauveur-sur-École.

## Territoire communautaire

### Composition
La communauté d'agglomération est composée des 26 communes suivantes :

| Nom                     | Code Insee | Gentilé               | Superficie (km2) | Population (dernière pop. légale) | Densité (hab./km2) |
| ----------------------- | ---------- | --------------------- | ---------------- | --------------------------------- | ------------------ |
| Fontainebleau (siège)   | 77186      | Bellifontains         | 172,05           | 15 787 (2022)                     | 92                 |
| Achères-la-Forêt        | 77001      | Achèrois              | 12,6             | 1 183 (2022)                      | 94                 |
| Arbonne-la-Forêt        | 77006      | Arbonnais             | 15,08            | 1 007 (2022)                      | 67                 |
| Avon                    | 77014      | Avonnais              | 3,83             | 13 526 (2022)                     | 3 532              |
| Barbizon                | 77022      | Barbizonnais          | 5,27             | 1 265 (2022)                      | 240                |
| Bois-le-Roi             | 77037      | Bacots                | 6,91             | 6 026 (2022)                      | 872                |
| Boissy-aux-Cailles      | 77041      | Boisséens             | 16,4             | 274 (2022)                        | 17                 |
| Bourron-Marlotte        | 77048      | Bourronais-Marlottins | 11,26            | 2 782 (2022)                      | 247                |
| Cély                    | 77065      | Célysiens             | 6,19             | 1 256 (2022)                      | 203                |
| Chailly-en-Bière        | 77069      | Chaillotins           | 13,08            | 2 172 (2022)                      | 166                |
| La Chapelle-la-Reine    | 77088      | Chapelains            | 15,91            | 2 236 (2022)                      | 141                |
| Chartrettes             | 77096      | Chartrettois          | 10,1             | 2 593 (2022)                      | 257                |
| Fleury-en-Bière         | 77185      | Fleurysiens           | 13,87            | 683 (2022)                        | 49                 |
| Héricy                  | 77226      | Héricéens             | 10,68            | 2 511 (2022)                      | 235                |
| Noisy-sur-École         | 77339      | Noiséens              | 29,91            | 1 822 (2022)                      | 61                 |
| Perthes                 | 77359      | Perthois              | 12,22            | 2 074 (2022)                      | 170                |
| Recloses                | 77386      | Reclosiots            | 9,35             | 624 (2022)                        | 67                 |
| Saint-Germain-sur-École | 77412      | Saint-Germanois       | 2,53             | 371 (2022)                        | 147                |
| Saint-Martin-en-Bière   | 77425      | San-Martinois         | 7,81             | 746 (2022)                        | 96                 |
| Saint-Sauveur-sur-École | 77435      | Saint-Salvatoriens    | 7,32             | 1 120 (2022)                      | 153                |
| Samois-sur-Seine        | 77441      | Samoisiens            | 6,33             | 2 066 (2022)                      | 326                |
| Samoreau                | 77442      | Samoréens             | 5,65             | 2 409 (2022)                      | 426                |
| Tousson                 | 77471      | Toussonnais           | 13,24            | 338 (2022)                        | 26                 |
| Ury                     | 77477      | Uriquois              | 8,21             | 883 (2022)                        | 108                |
| Le Vaudoué              | 77485      | Valdéens              | 17,16            | 731 (2022)                        | 43                 |
| Vulaines-sur-Seine      | 77533      | Vulainois             | 4,42             | 2 720 (2022)                      | 615                |

### Démographie
| 1968   | 1975   | 1982   | 1990   | 1999   | 2010   | 2015   | 2021   |
| ------ | ------ | ------ | ------ | ------ | ------ | ------ | ------ |
| 50 824 | 54 567 | 57 729 | 63 228 | 67 884 | 68 914 | 68 441 | 69 175 |

## Organisation

### Siège
Le siège de l'intercommunalité est situé 44 rue du Château à Fontainebleau.

### Élus
Le conseil communautaire de la communauté d'agglomération se compose de 61 conseillers, représentant chacune des communes membres et élus pour une durée de six ans.
Ils sont répartis comme suit :

- 12 délégués pour Fontainebleau ;

- 11 délégués pour Avon ;

-  5 délégués pour  Bois-le-Roi ;

- 2 délégués pour  Bourron-Marlotte, Chailly-en-Bière, La Chapelle-la-Reine, Chartrettes, Héricy, Noisy-sur-École, Perthes, Samois-sur-Seine,
 Samoreau, Vulaines-sur-Seine ;

- 1 délégué et son suppléant pour les 13 autres communes.
Au terme des élections municipales de 2020 en Seine-et-Marne, le nouveau conseil communautaire a réélu le 9 juillet 2020, son président, Pascal Gouhoury, maire (LR) de Samoreau, ainsi que 15 vice-présidents et 12 autres membres,, pour constituer le bureau de l'intercommunalité durant la mandature 2020-2026, de manière à assurer la représentation de chacune des communes associées et d'attribuer deux sièges à chacune des deux communes les plus importantes.
La liste des vice-présidents a été modifiée par le conseil communautaire du 7 juillet 2022 à la suite de la démission de M. Valletoux, devenu député de Seine-et-Marne, et est désormais la suivante : 
- Laurent Roussel, maire-adjoint de Fontainebleau chargé de l'attractivité, de l'aménagement et du  développement du territoire, du tourisme et de l'enseignement supérieur[7]  ;
- Marie-Charlotte Nouhaud, maire d'Avon, chargée de l'environnement et du contrat de ville[8]  ;
- Véronique Féménia,  maire de Saint-Martin-en-Bière, chargée des finances et des ressources humaines ;
- David Dintilhac, maire de Bois-le-Roi, chargé de la santé et de la solidarité ;
- Christophe Baguet, maire de Saint-Sauveur-sur École, chargé du développement économique, de l'emploi, de l'insertion et de l'économie sociale et solidaire ;
- Fabrice Larché,  maire de Perthes, chargé de l'habitat, du logement et du patrimoine ;
- Jean-Philippe Pommeret,  maire d'Ury, chargé de la mutualisation ;
- Michael Goué, maire de Tousson, chargé de l'urbanisme ;
- Victor Valente, maire de Bourron-Marlotte, chargé du sport ;
- Sonia Risco, maire de Recloses, chargée des mobilités ;
- Pascal Gros, marie de Chartrettes , chargé de l'enfance, de la petite-enfance et de la jeunesse et du PCAET ;
- Yannick Torres, maire de Héricy, chargé de la sécurité et de la  prévention de la délinquance, ainsi que de la vie associative et la  culture ;
- Patrick Pochon, maire de Boissy-aux-Cailles, chargé du développement rural ;
- Françoise Bourdreux-Tomaschke, maire-adjointe d'Avon, chargée de l'accessibilité, du handicap, de la voirie et des espaces publics[9] ;
- Hélène Maggiori, conseillère municipale de Fontainebleau, chargé des Sites Patrimoniaux Remarquables.

### Liste des présidents
| Période      | Période                       | Identité        | Étiquette | Qualité |
| ------------ | ----------------------------- | --------------- | --------- | --- |
| janvier 2017 | En cours (au 31 juillet 2022) | Pascal Gouhoury | LR        | Fonctionnaire Maire de Samoreau (2014 → ) Président de l'ex-communauté de communes entre Seine et Forêt ( ? → 2016) Réélu pour le mandatr 2020-2026 |

### Compétences
L'intercommunalité exerce les compétences qui lui ont été transférées par les communes membres, dans les conditions déterminées par le code général des collectivités territoriales. Il s'agit : 
- Les compétences obligatoires  • Développement économique (zones d’activités, développement du tourisme…)  • Aménagement de l’espace communautaire (plan local d’urbanisme, organisation de la mobilité…)  • Équilibre social de l’habitat (programme local de l’habitat, politique du logement…)  • Politique de la ville (élaboration du diagnostic du territoire…)  • Gestion des milieux aquatiques et prévention des inondations  • Accueil des gens du voyage  • Collecte et traitement des déchets des ménages et déchets assimilés  • Assainissement  • Eau  • Gestion des eaux pluviales urbaines
- Les compétences optionnelles  • Protection et mise en valeur de l'environnement et du cadre de vie (lutte contre la pollution de l’air…)  • Construction, aménagement, entretien et gestion d'équipements culturels et sportifs d'intérêt communautaire  • Action sociale d'intérêt communautaire

- Les compétences facultatives

• Défense contre l'incendie
• Aménagement numérique
• Berges de rivière
• Soutien aux activités artistiques, culturelles ou sportives
• Petite enfance, enfance, jeunesse
• Infrastructures et équipements accessoires au transport routier

### Régime fiscal et budget
La Communauté d'agglomération est un établissement public de coopération intercommunale à fiscalité propre.
Afin de financer l'exercice de ses compétences, l'intercommunalité perçoit la fiscalité professionnelle unique (FPU) – qui a succédé à la taxe professionnelle unique (TPU) – et assure une péréquation de ressources entre les communes résidentielles et celles dotées de zones d'activité.

## Identité visuelle

Logotype de la communauté.

Les couleurs dans le logotype et la charte graphique de la communauté sont associées à des caractéristiques :